# ジョンマスターオーガニック
ジョンマスターオーガニックは、ヘアケア、ハンドクリーム、美容液などを取り扱う、オーガニック化粧品ブランド。
ジョン・マスターによって1991年にJohn Masters Organics, Inc.として米国で創業し、日本には野田義宗、野田まい子両氏が率いるスタイラが広める。2016年からは日本の株式会社ジョンマスターオーガニックグループ(代表取締役:野田義宗)が運営している。ブランドのコンセプトとして「地球に敬意を払うラグジュアリーなビューティーラインを」を掲げて営業している。オーガニックコスメ市場で最大のシェアを占めると報道されることがあるが、実態データはないほどオーガニック市場が不透明な部分がある。それはつまり何をもってオーガニックとするかという根本的な定義がないからである。現在は様々な国、地域団体などでこの定義付けがさかんに行われている。

## 沿革
- 1980年代 - ニューヨークSOHOの美容師ジョン・マスターが、自宅の台所でオーガニックエッセンシャルオイルを使用した商品開発を地道に始める。
- 1991年 - ジョン・マスターがJohn Masters Organics, Inc.（米国ニューヨーク州）を創業する。
- 2007年 - 株式会社スタイラ（東京都渋谷区）が日本・東アジアでの総販売代理店となる。同社は、ジョンマスターオーガニックを日本に持ち込み、植物由来100%、ノンシリコーンの高品質オーガニックを謳い、日本では未成熟のオーガニックヘアケア市場でイメージ戦略を展開しブランディングする。(実際は植物由来100%ではなく、従来品と同様シリコンを含む製品だった詳細は後述の「製品自主回収」を参照)
- 2013年 - 株式会社スタイラがJohn Masters Organics, Inc.の株式を取得する。
- 2016年 - 投資会社がリンカーン・インターナショナル（米国イリノイ州）から、ペルミラ・アドバイザーズ（イギリスロンドン）に約370億円で移される。株式会社ジョンマスターオーガニックグループ（東京都渋谷区）が、John Masters Organics, Inc.および株式会社スタイラを完全子会社化。[2][3]

## 製品の自主回収
株式会社ジョンマスターオーガニックグループは2017年9月に、「植物由来１００％」を売りにしていたが、成分表示ラベルに本来は含まれていない天然成分が掲載されていたり、掲載されていないシリコーンなどの化合物が入っていたとしてシャンプーやコンディショナーなどの26種38品目の自主回収を実施した。同社は、子会社John Masters Organics, Inc.が商品の製造を委託していた米国の工場で不正があったことが原因として公表した。この回収にあたり、同社がとった対応が消費者から大きな批判を受けてブランドイメージが大きく揺らぎ、その後の他ブランドの大きな躍進を許すことになる。責任の所在が子会社、さらにはその製造委託先に転嫁され、不正がいつからどのように行われてきたか、その後詳細が発表されていない。ブランド飛躍の根幹とも言えるノンシリコーン、植物由来100%が、その後謳われていない等もファン離れの理由になっている。

## 関連会社
- 株式会社リビングオーガニックス